# Campanula numidica
Campanula numidica là loài thực vật có hoa trong họ Hoa chuông. Loài này được Durieu mô tả khoa học đầu tiên năm 1849.